# Antoine Sabatier de Castres
Antoine Sabatier dit l’abbé Sabatier de Castres, né à Castres le 13 avril 1742 et mort à Paris le 15 juin 1817, est un homme de lettres et journaliste français.

## Biographie
Il s’enfuit du séminaire de sa ville natale après avoir été seulement tonsuré mais garda le titre d’abbé. Il passa quelques années à Toulouse puis vint à Paris en 1766. Protégé par Helvétius, il rejoignit d’abord le parti des Philosophes, puis celui des défenseurs de la religion. Il prit pied à la Cour et fut pensionné quatre fois. Il émigra après la prise de la Bastille, habita longtemps Hambourg, où il publia quelques écrits, et ne rentra en France qu’au retour du roi. Sous la Restauration, son dévouement à la cause royale lui obtint une pension de 2 000 francs, qu’il trouva modique et peu proportionnée à la grandeur des services qu’il estimait avoir rendus. Il mourut chez les sœurs de Charité.

## Œuvres
- Quarts d’heure d’un joyeux solitaire, poésies, 1766
- Betsi ou les bizarreries du destin, roman, 1769
- Dictionnaire de Littérature, Dans lequel on traite de tout ce qui a rapport à l'Eloquence, à la Poësie & aux Belles-Lettres, & dans lequel on enseigne la Marche & les Régles qu'on doit observer dans tous les Ouvrages d'esprit, (Paris : Vincent, 1770)
- Les Trois siècles de la littérature française, ou Tableau de l’esprit de nos écrivains depuis François Ier jusqu’en 1772, 1772, 1774, 3 vol., et 1779, 1781, 1801, 4 vol.
- Les Siècles païens, ou Dictionnaire mythologique, héroïque, politique, littéraire et géographique de l’Antiquité, 1784, 9 vol.
- Vie polémique de Voltaire; ou histoire de ses proscriptions avec les pièces justificatives, an X [1801/02]
- Le Véritable esprit de J.-J. Rousseau, 1804, 3 vol. : recueil de passages de Jean-Jacques Rousseau favorables à la religion et à la monarchie.

Sabatier a également publié le Dictionnaire des passions, des vertus et des vices d’Antonio Sticotti (1769). Il a rajeuni la traduction des Contes de Boccace par Antoine Le Maçon (1779).

## Source
- Gustave Vapereau, Dictionnaire universel des littératures, Paris, Hachette, 1876, p. 1790